# 永塚未知流
永塚 未知流（えいづか みちる）は、日本の漫画家。

## 来歴
2017年に白泉社主催の白泉社少女まんが新人大賞で『ローリンローリン』が銅賞を受賞。
2019年にマンガParkにて『恋はのむとものまれるな』を連載開始。
2020年にマンガParkにて初原作作品『ラバーズハイ〜親友の彼氏とマッチングしてしまった〜』を連載開始。同年12月にはJOURにて『死神さんに口づけ』を連載開始。

## 作品リスト

### 連載

#### 漫画
- 恋はのむとものまれるな（『マンガPark』2019年7月4日[2] - 2020年11月5日[2]、電子書籍全4巻）
- 死神さんに口づけ（『JOUR』2020年12月号[3] - 2022年2月号、既刊4巻）※2巻以降は電子書籍のみ
- 今夜、私は処女を捨てます（『Love Silky』Vol.114[4] - 、既刊1巻）※単行本は電子書籍のみ[5]
- 次の恋にこたえなさい。（『Eleganceイブ』2023年11月号[6] - 2025年3月号[7]）
- さよならプロローグ（『Eleganceイブ』2025年8月号[8] - ）

#### 原作
- ラバーズハイ〜親友の彼氏とマッチングしてしまった〜[9]（漫画：安斎かりん、『マンガPark』2020年12月24日[10] - 2021年9月16日[11]、全2巻）

### 読切
- ジャンプオーバー[12]（『ザ花とゆめ』2016年6月1日号）
- ドラマチックウィーク[13]（『ザ花とゆめ』2016年12月1日号）
- hotmix（『花LaLa online』ヴァレンタインデー編[14] 2017年2月10日、ホワイトデー編[15] 2017年3月3日）
- ローリンローリン[16]（『ザ花とゆめ』2017年6月1日号）
- ブレーキブローカー[17]（『ザ花とゆめ』2017年9月1日号）
- 幸福のスプーン[18]（『ザ花とゆめ』2017年12月1日号）
- リトルレターズ[19]（『別冊花とゆめ』2018年 3号）
- 消失少年[20]（『花とゆめ』2018年8号）
- キスゲーム[21]（『ザ花とゆめ』2018年9月1日号）
- クズの世界の救い方[22]（『花とゆめ』2020年12・13合併号）

### その他
- ポスターイラスト（舞台『キセキ』）

## 出演

### 舞台
- スフィンクスの祈り〜セイクリッドビーストの終焉と伝説〜[23]（主催：おひさま冒険団、会場：中野あくとれ、日程：2018年9月6日）